# Bell Acres
Bell Acres es un borough ubicado en el condado de Allegheny, Pensilvania, Estados Unidos. Tiene una población estimada, a mediados de 2021, de 1491 habitantes.

## Geografía
Está ubicado en las coordenadas 40°35′23″N 80°10′26″O / 40.58972, -80.17389 (40.589779, -80.173782).

## Demografía
Según la Oficina del Censo, en 2000 los ingresos medios de los hogares de la localidad eran de $61 094 y los ingresos medios de las familias eran de $70 288. Los hombres tenían ingresos medios por $55 625 frente a los $29 375 que percibían las mujeres. Los ingresos per cápita eran de $41 202. Alrededor del 3.1% de la población estaba por debajo del umbral de pobreza.
De acuerdo con la estimación 2016-2020 de la Oficina del Censo, los ingresos medios de los hogares de la localidad eran de $125 714 y los ingresos medios de las familias eran de $136 471. Alrededor del 6.3% de la población estaba por debajo del umbral de pobreza.